# 푸란도흐트

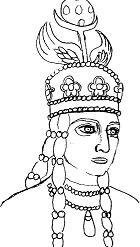
푸란도흐트의 초상

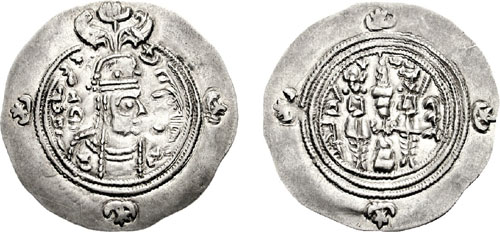
푸란도흐트의 동전

푸란도흐트(영어:Purandokht, ? - 631년)는 사산 왕조 페르시아 제국의 샤이다. 부란(Buran) 또는 포란(Poran) 혹은 보란두흐트(Borandukht)라고 표기하기도 한다. 호스로 2세의 딸이며, 사산 왕조 최초의 여왕이다.

## 생애
푸란도흐트는 아르다시르 3세를 살해한 샤흐르바라즈를 죽이고 왕위에 올랐다. 푸란도흐트는 제국의 안정을 위해 새로운 동전을 주조하거나, 세금을 낮추고, 도시 시설물들을 재건하고, 정의를 실천하며, 비잔틴과 조약을 맺어 평화롭게 국경을 맺는 시도를 하였다. 그러나 사산 왕조는 수 많은 반란 등으로 인해 이미 멸망상태가 되어 있었으며, 이러한 사산 왕조의 권위를 회복하려는 푸란도흐트의 시도는 너무 늦었다. 결국 집권한지 얼마 되지 않아 푸란도흐트의 개혁에 불만을 품은 장군들에 의해 살해당한다.
피르다우시는 《샤나메》에서, 푸란도흐트는 사산 왕조의 최대 영토를 보유하였던 호스로 2세의 업적과 권위를 되찾기 위해 헌신하였다 라고 기록하고 있다.

## 참조
- Haleh Emrani: Like Father, Like Daughter: Late Sasanian Imperial Ideology & the Rise of Bōrān to Power. In: E-Sasanika 9 (2009).
- 'The Civilizations of the Ancient Near East' by George Rawlinson, Project Gutenberg 보관됨 2018-04-02 - 웨이백 머신

| 전임 샤흐르바라즈 | 사산 왕조의 샤 푸란도흐트 629년 - 630년 | 후임 샤푸르 샤흐르바라즈 |

| 전임 아자르미도흐트 | 사산 왕조의 샤 푸란도흐트 630년 - 631년 | 후임 야즈데게르드 3세 |